# Agustí I de Mèxic
Cosme Damían Agustín de Iturbide y Arámburu (27 de setembre, 1783 - 19 de juliol, 1824),va ser un polític i militar mexicà, la participació del qual va ser decisiva per l'assoliment de la independència de Mèxic i de l'Amèrica Central. Agustin de Iturbide va ser el president de la regència a Mèxic i el 1822 va rebre el títol d'emperador com a Agustí I de Mèxic, encapçalant el Primer Imperi Mexicà que seria derrocat el 1823 per les forces republicanes.

## Lleialtat a Espanya
Agustín de Iturbide va néixer a la ciutat mexicana de Valladolid (avui dia Morelia, Michoacán), fill d'una família criolla adinerada. Va ingressar al seminari religiós, però, ràpidament va canviar la seva vocació religiosa per la carrera militar: el 1797 va ingressar al regiment de la seva ciutat. Com a oficial de l'exèrcit espanyol es va negar a col·laborar amb l'aixecament independentista de Miguel Hidalgo y Costilla, que l'havia ofert unir-se a la causa de la independència amb el rang de tinent coronel. Va participar, per contra, amb l'exèrcit reialista en la detenció dels revolucionaris a Valladolid. Quan les tropes d'Hidalgo van prendre la ciutat l'octubre, 1810 va fugir cap a la ciutat de Mèxic on va participar en les lluites contra els revolucionaris al Mont de les Creus, amb el rang de capità.
El 1811 va ser enviat al sud del virregnat, per combatre les guerrilles independentistes d'Albino García i de Ramón López Rayón, derrotant-los el 1813. Va rebre el rang de coronel, i va combatre els independentistes a la província de Guanajuato. El 1815 va derrotar José María Morelos (avui dia considerat pare de la pàtria a Mèxic). Va assolir el control de les forces independentistes, atès que rebia el suport dels conservadors, principalment criolls i peninsulars que representaven gairebé el 50% de la població de la Nova Espanya.
El 1816, però, va ser retirat de la regió després que el virrei l'ordenés respondre a diversos càrrecs en contra seva, que incloïen l'ús del poder per crear monopolis comercials, per saquejar la propietat privada (dels simpatitzants al moviment independentista) i per malversació de fons. L'any següent, però, els càrrecs van ser retirats.

## Independència de Mèxic
El triomf de la revolució liberal de Rafael de Riego a Espanya el 1820 va provocar diversos temors entre els conservadors i reialistes a Mèxic: per una banda el sector conservador volia evitar l'apliació de les mesures radicals que impulsaven els diputats de les Corts de Madrid, i per altra banda els liberals volien aprofitar el re-establiment de la constitució liberal espanyola de 1812 per sol·licitar l'autonomia del virregnat. Els conservadors, per tant, es van reunir a l'església de la Profesa, encapçalats pel canonge Matías de Monteagudo, i van convèncer el virrei Juan Ruiz de Apodaca que designés a Iturbide com a comandant general per lluitar contra les forces independentistes del sud. Mentrestant, però, planejaven que Juan Gómez de Navarrete, amic d'Iturbide, diputat electe a les Corts, promogués un pla d'indpendència a Madrid que consistia a convidar uns dels membres de la família reial per governar Mèxic. Iturbide, per la seva banda, hauria de marxar al sud amb les seves tropes, suposadament per combatre l'últim general independentista que quedava, Vicente Guerrero, amb la intenció de convèncer-lo d'unir-se al nou pla d'indpendència dels reialistes.
Després de diverses lluites entre reialistes i insurgents, Iturbide va convèncer Guerrero i van acordar el 13 de febrer, 1821 el pla d'Iguala o Pla de les Tres Garanties: la Independència de Mèxic, la conservació de la religió catòlica i la unió de tots els habitants de la Nova Espanya, mexicans i espanyols. El Pla establia una monarquia constitucional, anomenada amb el nom d'Imperi Mexicà i s'oferia la corona de Mèxic a Ferran VII d'Espanya (com a cap d'estat) o a algun dels seus germans. Si aquests es negaven, llavors es convidava a algun monarca europeu. També s'establia l'exclusivitat de la religió catòlica, "sense tolerància a cap altra". Per assolir la independència es conformava un nou exèrcit, anomenat "Exèrcit Trigarant" (en referència a les tres garanties), que unia les tropes d'Iturbide i les tropes insurgents de Guerrero, al qual s'unirien altres petites guarnicions reialistes del país.
El 24 d'agost, 1821 Iturbide va signar el Tractat de Córdoba amb Juan O'Donojú, tinent general dels Exèrcits d'Espanya, que havia succeït Apodaca amb el títol de cap suprem de la Nova Espanya, i amb el qual es reconeixia la independència de Mèxic. El 27 de setembre l'exèrcit trigarant va entrar a la ciutat de Mèxic. L'endemà es va reunir una Junta de 38 membres, presidida per Iturbide, la qual va proclamar l'Acta d'Independència de l'Imperi Mexicà, i es va constituir una Junta Provisional de Govern encapçalada per Iturbide que rebia el títol de Generalíssim i Altesa Sereníssima. Com Ferran VII no va reconèixer la independència de Mèxic, el parlament del nou Imperi mexicà va decidir que s'escolliria un nou monarca mitjançant eleccions.

## Primer Imperi Mexicà
El 25 de febrer, 1822 van començar les activitats del Congrés Constituent que s'enfrontaria amb la Regència: el Congrés es declarava l'únic representant de la sobirania de la nació, prohibia les despeses no autoritzades i eliminava els emprèstits forçosos. Atès que cap monarca europeu va acceptar la corona de Mèxic (Espanya tenia la intenció de recuperar Mèxic, i de fet, va intentar-ho el 1829), els consellers d'Iturbide intentaven convèncer-lo de ser designat emperador a l'estil de Napoleó I. Iturbide va acceptar, encara que era un ferm creient del Dret Diví dels Reis i pensava que cap persona sense sang reial n'era digne. Els partidaris d'Iturbide van produir diverses protestes que demanaven que fos elegit com a emperador. La nit abans de les eleccions, molta gent va manifestar als carrers el seu suport a Iturbide. Davant la pressió, Iturbide va ser finalment escollit emperador per vot unànime del Congrés, que el va proclamar com a emperador, amb el títol d'Agustí I de Mèxic.
Els republicans i liberals es van oposar mentre que altres guarnicions reialistes encara s'hi resistien. Una conspiració en contra seva va ser descoberta l'agost de 1822. L'oposició del Congrés i la seva incapacitat per "representar la nació" van ser els arguments d'Agustí I per dissoldre'l el 31 d'octubre. En el seu lloc va crear una Junta Instituent encarregada de redactar una constitució. El desembre el general Antonio López de Santa Anna, s'aixecà contra l'emperador en favor de la institució d'una república. El 6 de desembre Santa Anna i Guadalupe Victoria van proclamar el Pla de Veracruz, demanant la re-instauració del Congrés. El 24 de gener, 1823 Vicente Guerrero i Nicolás Bravo s'uneixen al pla de Veracruz. Agustí va enviar el general Echávarri contra Santa Anna, però no va assolir derrotar els republicans. Iturbide, llavors, va convocar el Congrés davant el qual va abdicar el 19 de març, 1823. Els republicans van crear una nova constitució, i es van crear els Estats Units Mexicans, una federació d'estats sota un govern republicà el 1824. Guadalupe Victòria va ser elegit el primer president de Mèxic el mateix any.

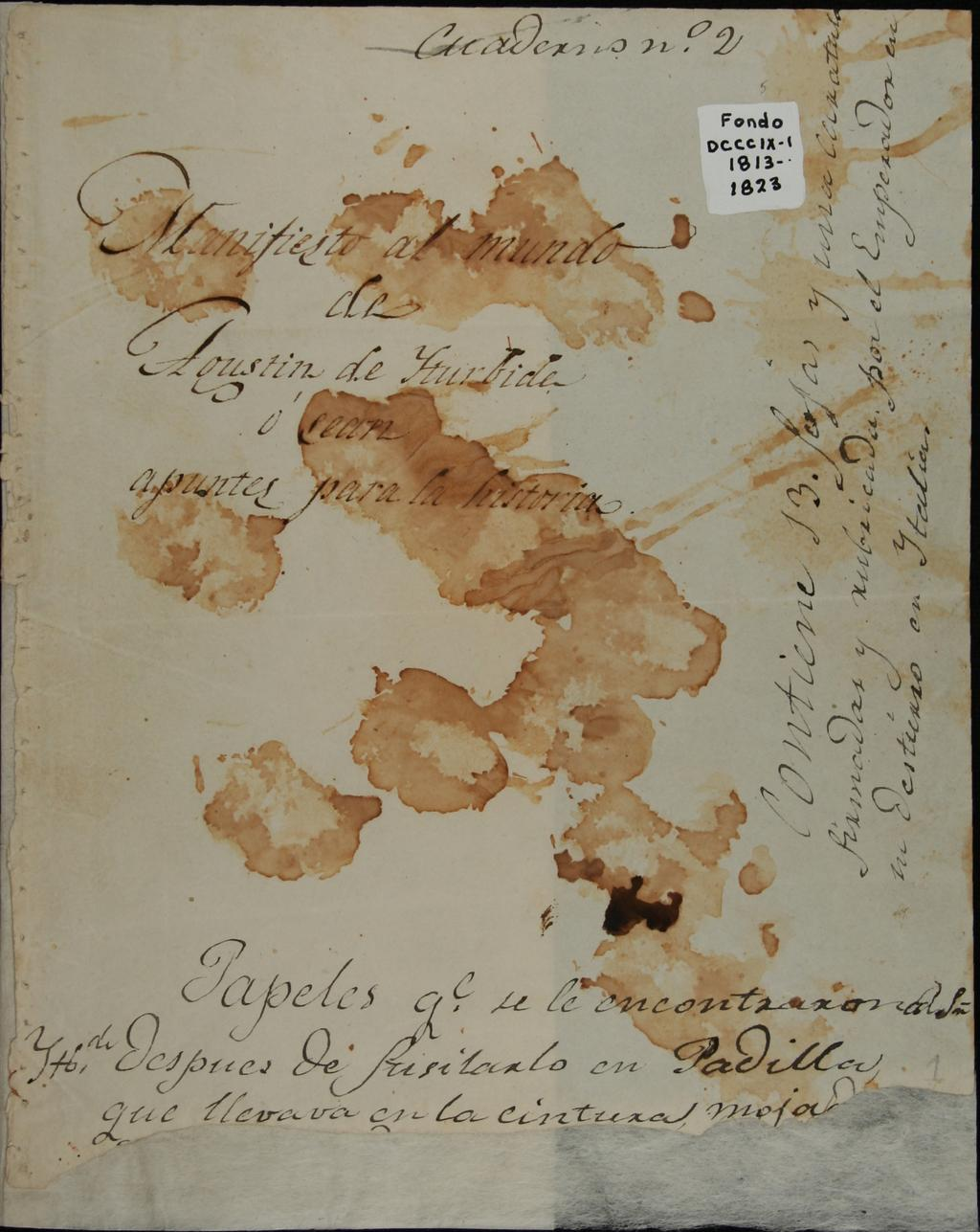
Declaració de la Humanitat per Agustín d'Iturbide o millor dit Apunts per a la Història, era un manuscrit escrit pel de Iturbide. Es va trobar en el seu cos després de la seva execució per un escamot d'afusellament. La seva sang és al paper.

## Mort d'Agustí
El 22 de març Agustí va abandonar la ciutat de Mèxic i l'11 de maig, es va embarcar cap a Europa. Va romandre per un període a Itàlia i després es va traslladar a Londres. Des de l'exili es va mantenir en contacte amb alguns dels seus partidaris de Mèxic que volien restaurar la monarquia. El 13 de febrer, 1824 Iturbide va anunciar al Congrés mexicà la seva intenció de retornar al país. El Congrés, però, atemorit pels moviments dels conservadors, el va declarar traïdor. Iturbide va arribar a Soto la Marina (Tamaulipas). Ràpidament va ser capturat i afusellat el 19 de juliol. Va ser enterrat al petit poblat de Padilla. El 1838, el govern d'Anastasio Bustamente, dels primers presidents conservadors centralistes, va traslladar les seves restes a la ciutat de Mèxic, on va ser inhumat amb honors a la Capella de Sant Felip de la Catedral Metropolitana.